# Deutsche Schwimmmeisterschaften 1976
Die 88. Deutschen Meisterschaften im Schwimmen fanden 1976 in Bonn statt.
| Disziplin           | Männer               | Männer                  | Männer | Frauen               | Frauen                  | Frauen |
| Disziplin           | Name                 | Verein                  | Zeit   | Name                 | Verein                  | Zeit   |
| ------------------- | -------------------- | ----------------------- | ------ | -------------------- | ----------------------- | ------ |
| 100 m Freistil      | Peter Nocke          | Wasserfreunde Wuppertal |        | Jutta Weber          | Wasserfreunde Wuppertal |        |
| 200 m Freistil      | Peter Nocke          | Wasserfreunde Wuppertal |        | Jutta Weber          | Wasserfreunde Wuppertal |        |
| 400 m Freistil      | Werner Lampe         |                         |        | Barbara Schwarzfeldt |                         |        |
| 1500 m Freistil     | Werner Lampe         |                         |        |                      |                         |        |
| 100 m Brust         | Walter Kusch         |                         |        | Gabriele Askamp      |                         |        |
| 200 m Brust         | Walter Kusch         |                         |        | Gabriele Askamp      |                         |        |
| 100 m Rücken        | Klaus Steinbach      |                         |        | Angelika Grieser     |                         |        |
| 200 m Rücken        | Klaus Steinbach      |                         |        | Angelika Grieser     |                         |        |
| 100 m Schmetterling | Klaus Steinbach      |                         |        | Beate Jasch          |                         |        |
| 200 m Schmetterling | Michael Kraus        |                         |        | Beate Jasch          |                         |        |
| 200 m Lagen         | Jürgen Könneker      |                         |        | Beate Jasch          |                         |        |
| 400 m Lagen         | Hans-Joachim Geisler |                         |        | Barbara Schwarzfeldt |                         |        |